# Shizhuozi
Shizhuozi (kinesiska: 石桌子乡, 石桌子) är en socken i Kina. Den ligger i provinsen Hebei, i den norra delen av landet, omkring 230 kilometer norr om huvudstaden Peking. Antalet invånare är 4 437. Befolkningen består av 2 222 kvinnor och 2 215 män. Barn under 15 år utgör 21,0 %, vuxna 15-64 år 68 %, och äldre över 65 år 10,0 %.
Genomsnittlig årsnederbörd är 634 millimeter. Den regnigaste månaden är juni, med i genomsnitt 173 mm nederbörd, och den torraste är januari, med 2 mm nederbörd.